# Richard LeCounte
Richard Lee LeCounte III (Riceboro, Georgia, 11 de septiembre de 1998) más conocido como Richard LeCounte, es un jugador profesional estadounidense de fútbol americano que se desempeña en la posición de safety en Tampa Bay Buccaneers, equipo de la National Football League (NFL).

## Carrera
Fue seleccionado en la quinta ronda en la Reunión Anual de Selección de Jugadores de la NFL de 2021. Hizo su debut profesional con el equipo Cleveland Browns, en el cual jugó dos temporadas (2021-2023), luego pasó a Tampa Bay Buccaneers, donde lleva jugando una temporada.